# Thephasadin Stadium
Das Thephasadin Stadium (Thai สนามเทพหัสดิน) ist ein Mehrzweckstadion im Bezirk Pathum Wan in der thailändischen Hauptstadt Bangkok, Thailand. Das Stadion hat eine Kapazität von 6348 Personen. Eigentümer des Stadions ist die Chulalongkorn-Universität. Betrieben wird die Sportstätte vom Department of Physical Education. 

## Nutzer des Stadions
| Verein                       | Zeitraum der Nutzung |
| ---------------------------- | -------------------- |
| BEC Tero Sasana FC           | 2010 bis 2012        |
| Bangkok Christian College FC | 2010 bis 2012        |
| Bangkok Christian College FC | 2014                 |
| Osotspa M150 FC              | 2014                 |